# Prinia familiaris
La prinia alibarrada (Prinia familiaris) es una especie de ave paseriforme de la familia Cisticolidae propia de las islas de Sumatra, Java y Bali.

## Descripción

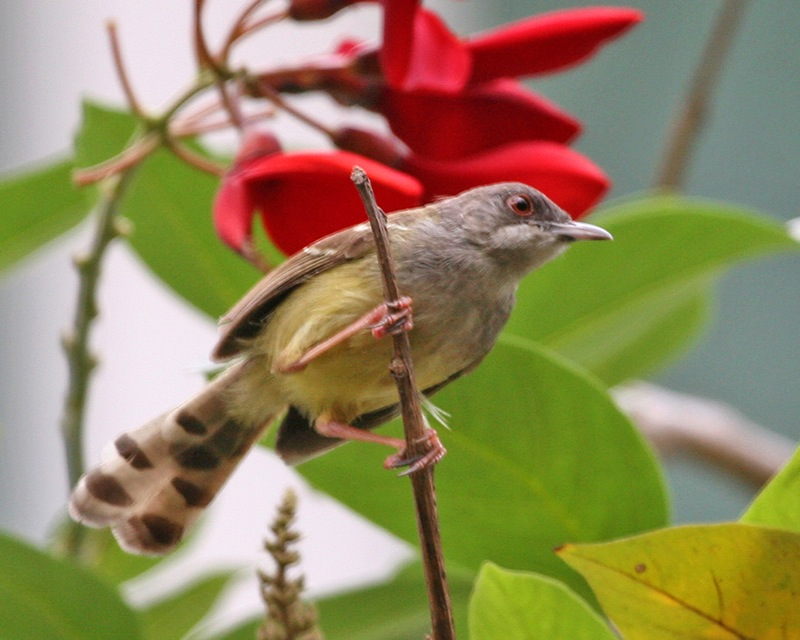
Ejemplar en Yakarta.

La prinia alibarrada es un prinia de aspecto característico, que mide unos 13 cm, incluida su larga cola, y pesa entre 8-10 g. El plumaje de su cabeza es gris salvo la garganta que es blanca. Su pecho es grisáceo o blanquecino y su vientre es amarillo. Su espalda y alas son de color castaño, y presenta dos listas blancas en las alas que le caracterizan. Su obispillo es amarillo y su cola es de color castaño con puntas negras y blancas. Sus patas son anaranjadas y su pico negro. Ambos sexos tienen un aspecto similar. Su canto es un repetitivo y agudo chwiit-chwiit-chwiit.

## Distribución y hábitat
Ocupa un amplio abanico de hábitats borestales en las islas de Sumatra, Java y Bali, desde el manglar a nivel del mar hasta el bosque de montaña. También tolera los ambientes modificados por los humanos como las plantaciones, parques y jardines. La presencia humana en su área de distribución es abundante y su capaccidada para adaptarse a las modificaciones que suponen permite que no esté amenazado de extinción.

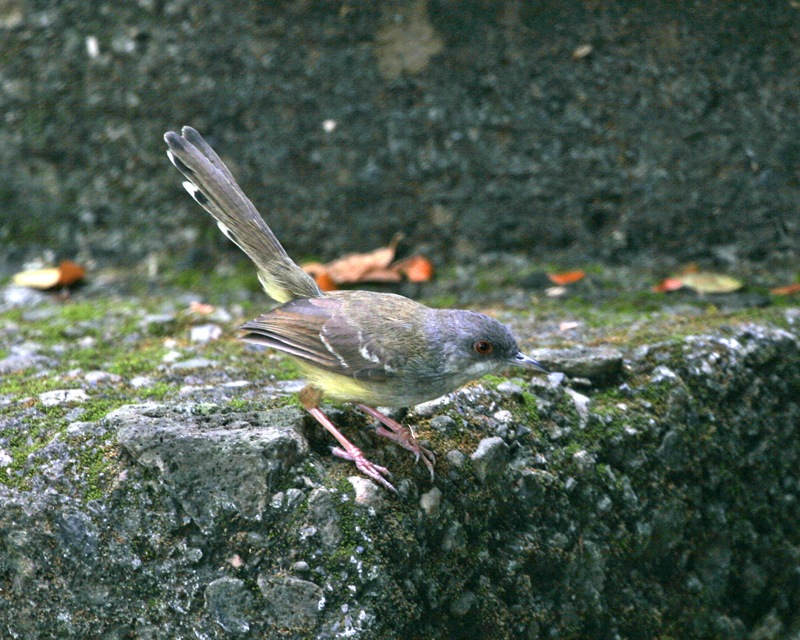
Puede avistarse en parques y jardines de Java, Sumatra y Bali.

## Comportamiento
La prinia alibarrada se alimenta de insectos. Busca alimento picoteando entre las hojas y otras superficies del bosque, desde el suelo hasta la copa de los árboles. Fuera de la época de cría se encuentra en grupos con otras especies de pájaros, pero durante la época de cría es territorial (pero su época de cría está poco definida, produciéndose principalmente entre marzo y junio en Java, pero puede criar durante todo el año. Construye nidos alargados y cubiertos, colgados de la ramas con telas de araña, cerca del suelo, donde pone entre dos y cuatro huevos.